# Nadine Labaki
Nadine Labaki (àrab: نادين لبكي, Nādīn Labakī) (Baabdat, 18 de febrer de 1974) és una actriu, directora i activista libanesa i canadenca. Labaki va ser coneguda primer com a actriu a principis dels anys 2000. La seva carrera cinematogràfica va començar l'any 2007 després de l'estrena de la seva pel·lícula de debut, Caramel, que es va estrenar al Festival de Canes. És coneguda per demostrar aspectes quotidians de la vida libanesa i per cobrir una sèrie de qüestions polítiques com ara la guerra, la pobresa i el feminisme. Va ser la primera directora àrab nominada a l'Oscar en la categoria de millor pel·lícula en llengua estrangera pel seu tercer treball de direcció, Cafarnaüm (2018).

## Filmografia

### Com a directora
- Caramel o Sukkar Banat. Estrenada el 2007 al Festival Internacional de Cinema de Canes.
- Where Do We Go Now?. Estrenada a la secció Un Certain Regard del Festival Internacional de Cinema de Canes de 2011.
- Rio, I Love You. El fragment: O Milagre.[5]
- Cafarnaüm. Estrenada al Festival Internacional de Cinema de Canes el 2018 en competició i guanyadora del premi del jurat, així com de molts altres premis.[6]

### Com a actriu
- Ramad (Ashes) – curtmetratge de Joanna Hadjithomas i Khalil Joreige (2003)
- The Seventh Dog – curtmetratge de Zeina Durra
- Non métrage Libanais (2003) – curtmetratge de Wissam Smayra; paper: Nina
- Bosta – llargmetratge de Philippe Aractingi; paper: Alia
- Caramel or Sukkar Banat (2007) – paper: Layale
- Stray Bullet (2010) – Role as Noha
- Al Abb Wal Gharib (El pare i l'estranger) (2010) de Ricky Tognazzi
- Where Do We Go Now? (2011) – paper: Amale
- Rock The Casbah (2013)
- Mea Culpa (2014)
- Rio, I Love You (2014) – paper: ella mateixa
- La Rançon de la gloire (2014)
- The Idol (2015)
- Cafarnaüm (2018) – paper: Nadine[7]
- 1982 (2019) – Yasmine
- Costa Brava, Líban (2021)
- Perfect Strangers (2022)
- Swimming Home (2024)